# TVR 390SE
Der TVR 390SE ist ein offener Sportwagen, der von 1984 bis 1988 von TVR in Blackpool (England) gebaut wurde. Er gehört zur Familie der TVR Wedges und basiert auf dem TVR 350i. Sein Nachfolger ist der sehr ähnlich konzipierte 400SE, der einen geringfügig größeren Motor hat.

## Entstehungsgeschichte
1979 führte TVR als Nachfolger der erfolgreichen M-Serie die Wedge-Familie ein, die ihre inoffizielle Modellbezeichnung von der Keilform ihrer Karosserie (englisch Wedge) ableitete. Einziges Modell war zunächst der Tasmin 280i mit einem 2,8 Liter großen Sechszylinder-V-Motor von Ford (Köln). Er ersetzte den bisherigen 3000M. Auf der Suche nach leistungsstärkeren Varianten begann TVR noch unter der Leitung von Martin Lilley, eine Turboversion des Tasmin 280i zu entwickeln. Peter Wheeler, ab 1982 Inhaber von TVR, gab den Tasmin Turbo allerdings frühzeitig auf, nachdem zwei Prototypen entstanden waren. Stattdessen entstand oberhalb des Tasmin/280i der 350i mit einem Achtzylindermotor von Rover. Mit einer Leistung von 147 kW (200 PS) erreichten die 350i in der Roadsterversion eine Höchstgeschwindigkeit von 219 km/h. Auf seiner Grundlage entwickelte TVR den nochmals stärkeren 390SE, der der erste einer Reihe hochgezüchteter Sonderversionen von sogenannten Big Bad Wedges (große böse Wegdes) war. Die Bezeichnung SE steht für Special Equipment. 1986 erschien eine auf 4,2 Liter vergrößerte Version mit der Bezeichnung 420SE, von der allerdings nur Einzelstücke entstanden.

## Modellbeschreibung
Der TVR 390i wurde Oktober 1984 eingeführt. Er hat einen vergrößerten Rover-Motor mit deutlich mehr Leistung. Die Entwicklungsarbeit übernahm der Rover-Tuner Andy Rouse, der in den 1970er-Jahren für Broadspeed gearbeitet hatte und an der Entwicklung des TVR 3000M Turbo beteiligt gewesen war. Durch eine von 88,9 auf 93,5 mm vergrößerte Bohrung (bei unverändertem Hub von 71,1 mm) wuchs sein Hubraum auf 3905 cm³. Die Verdichtung wurde von 9.75 : 1 auf 10,5 : 1 erhöht. Zusammen mit einigen weiteren Änderungen wie etwa modifizierten Zylinderköpfe mit besserem Gasfluss führte das zu einem Anstieg der Motorleistung auf 202 kW (275 PS). Andy Rouse fertigte die ersten 30 Motoren für den 390SE; danach erhielt der Konkurrenzbetrieb NCK (North Coventry Kawasaki) von Chris Schiele den Fertigungs- und Weiterentwicklungsauftrag. Um mit der zusätzlichen Leistung zurechtzukommen, bekamen die Wagen stärkere Kupplungen, ein Torsen-Sperrdifferential anstelle des im 350i verwendeten Jaguar-Differentials und 15-Zoll-Räder mit breiteren Reifen von Yokohama. Auch das Styling der Wagen wurde überarbeitet; sie bekamen einen tieferen Frontspoiler und eine Unterbodenverkleidung im hinteren Teil. TVR übernahm diese Änderungen später auch für die Volumenmodelle 280i und 350i. 1985 erschien eine Serie 2, deren auffälligster Unterschied zur Serie 1 die rundere Nase war.
Die Höchstgeschwindigkeit des 390i betrug 232 km/h; das Auto beschleunigte von 0 auf 100 km/h in 5,7 Sekunden. Damit übertraf er die Beschleunigungswerte eines Ferrari 308.

## Preise und Produktion
Der TVR vermarktete den stärkeren Motor als Option zum 350i. Der Aufpreis zum regulären 350i betrug 4260 £, sodass der 390i insgesamt 19700 £ kostete.
Von dem 390SE entstanden von 1984 bis 1988 etwa 100 Fahrzeuge. Einige Quellen geben an, dass sich der Produktionsumfang des 390SE und des 420SE zusammengenommen auf 103 Exemplare belief.

## 400SE

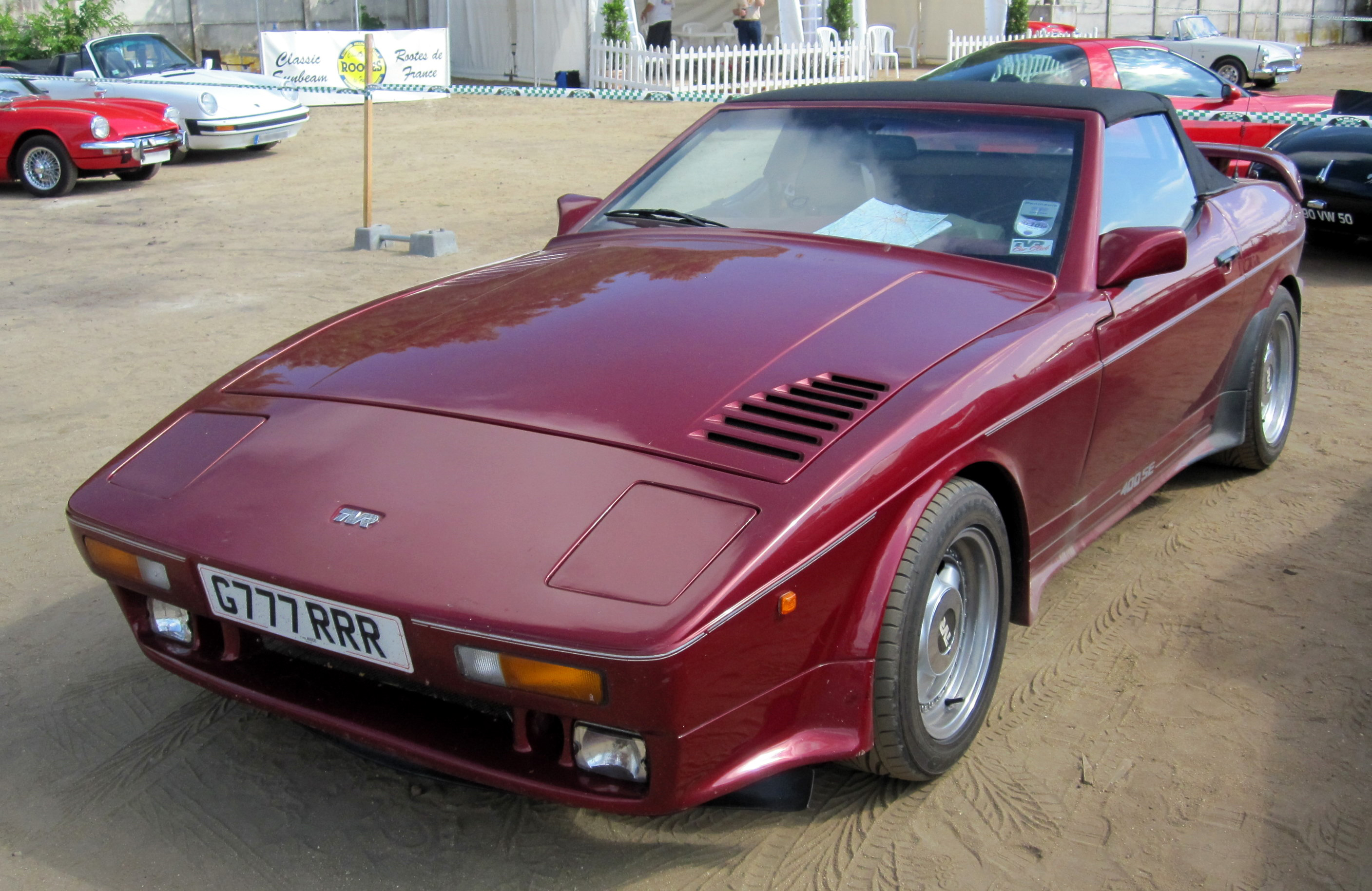
TVR 400 SE

1988 löste der TVR 400SE den 390SE ab. Er ähnelte dem Vorgänger technisch und äußerlich. Allerdings war die Frontpartie nun „etwas geglättet“: Die vorderen Stoßstangen gingen bündig in die vorderen Kotflügel über. Durch eine geringfügige Anhebung der Bohrung wuchs der Hubraum auf 3948 cm³. Die Motorleistung änderte sich dadurch nicht; TVR gab weiterhin 202 kW (275 PS) an. Der 400SE war die einzige Version der Wegde-Serie, die bis 1991 verkauft wurde; alle anderen Varianten waren bereits im Vorjahr eingestellt worden. Bis 1991 entstanden 242 Exemplare des 400SE. Der 400SE kostete bei seiner Einführung 24.995 £; er war damit 9.500 £ teurer als TVRs Einstiegsmodell S2.

## Technische Daten
Motor
Motor: von TVR getunter Rover-V8
Hubraum: 3905 cm³
Leistung: 275 bhp (202 kW)
Drehmoment: 366 Nm
Getriebe
Getriebe: Fünfganggetriebe (Borg-Warner T5)
Fahrgestell, Fahrwerk und Karosserie
Chassis: Gitterrohrrahmen
Fahrwerk: Doppelquerlenkerachse vorn und hinten, Lenkung mit Ritzel und Zahnstange, hydraulisch betätigte Scheibenbremsen an allen Rädern
Karosserie: Glasfaserverstärkter Kunststoff (GFK)
Fahrleistungen
Beschleunigung, 0–100 km/h: 5,6 s
Höchstgeschwindigkeit: 230 km/h
Maße und Gewichte
Länge: 4013 mm
Breiter: 1728 mm
Höhe: 1205 mm
Radstand: 2387 mm
Leergewicht: 953–1130 kg